# Elias
Elias (em hebraico: אֱלִיָּהוּ; romaniz.: Ĕlīyāhū; lit. "Meu Deus é Javé") em grego:  Ηλίας, romaniz.: Elías; em árabe: إلياس; romaniz.: Ilyās) foi um profeta e taumaturgo que viveu no reino de Israel durante o reinado de Acabe (século IX a.C.).
De acordo com o Livro dos Reis, da Bíblia, Elias foi um profeta que defendeu o culto a Javé contra a adoração do deus canaanita Baal, considerado uma prática idólatra. Por meio de Elias, Deus realizou milagres como a ressurreição de mortos e a invocação de fogo dos céus. Segundo a narrativa bíblica, Elias foi levado aos céus num redemoinho, acompanhado por uma carruagem e cavalos de fogo, ou montando-os.
Elias é reconhecido como um importante profeta e precursor do Messias. O Novo Testamento relata que tanto João Batista quanto Jesus foram associados a Elias — João Batista teria vindo "no espírito e poder de Elias", e Jesus foi comparado a ele em diversas ocasiões. Ele também aparece junto a Moisés na Transfiguração de Jesus, representando os profetas diante da manifestação divina.
No Livro de Malaquias, é profetizado que Elias retornaria "antes que venha o grande e terrível dia do Senhor", o que o tornou um arauto do Messias nas tradições que reverenciam a Bíblia hebraica. Referências a Elias aparecem também no Talmude, na Mishná e em diversos textos do Novo Testamento.
No judaísmo, o nome de Elias é invocado no ritual semanal do havdalá, que marca o fim do Shabat, além de outras práticas tradicionais como o Sêder de Pessach e o brit milá (ritual de circuncisão). Elias também figura em histórias do hagadá e na literatura rabínica, especialmente no Talmude Babilônico.
No islamismo, o Alcorão apresenta Elias (Ilyas) como um profeta justo e devoto de Deus, que combateu o culto a Ba'al e exortou seu povo a retornar à retidão e ao monoteísmo.
No druzismo, religião monoteísta com raízes no islamismo ismaelita, Elias é reverenciado como uma figura sagrada e frequentemente identificado com o profeta Al-Khidr, sendo considerado imortal e protetor espiritual dos justos.

## Biografia

Israel (azul) e Judá (amarelo) no século IX a.C.

No século IX a.C., o Reino de Israel, que havia sido unido pelo rei Salomão, havia sido dividido em dois por seu filho, o rei Roboão: o Reino de Israel, no norte, e o Reino de Judá, no sul, que seguia mantendo a sede histórica de governo e foco da religião israelita no Templo de Jerusalém. Omri, rei de Israel, manteve em prática políticas que datavam do reinado de Jeroboão, contrárias às leis de Moisés, que visavam reorientar o foco religioso para longe da cidade de Jerusalém, encorajavam a construção de altares e templos locais para a realização de sacrifícios, a indicação de sacerdotes que não pertenciam à família dos levitas, e permitindo ou até mesmo encorajando a construção de templos dedicados ao deus canaanita Baal. Omri conseguiu uma situação doméstica segura através de uma aliança obtida com o casamento de seu filho, Acabe, e a princesa Jezabel, uma sacerdotisa de Baal, filha do rei de Sídon, na Fenícia. Estas soluções trouxeram segurança e prosperidade econômica para Israel por algum tempo, porém não lograram obter paz com os profetas israelitas, que estavam interessados numa interpretação deuteronômica rígida da lei mosaica.
Como rei, Acab exarcebou estas tensões. Ele permitiu o culto a um deus estrangeiro dentro de seu próprio palácio, construindo ali um templo para Baal e permitindo que Jezabel trouxesse consigo um grande séquito de sacerdotes e profetas, tanto de Baal quanto de Aserá, para seu país. Neste contexto, Elias é apresentado no Primeiro Livro dos Reis (17:1) como "Elias, o tesbita". Ele alerta Acab que se seguirão anos de uma seca tão catastrófica que nem mesmo o orvalho cairá, porque Acab e sua rainha ocupavam o fim de uma fila de reis de Israel que teriam "feito o mal aos olhos do Senhor."

### Primeiro e Segundo Livro de Reis

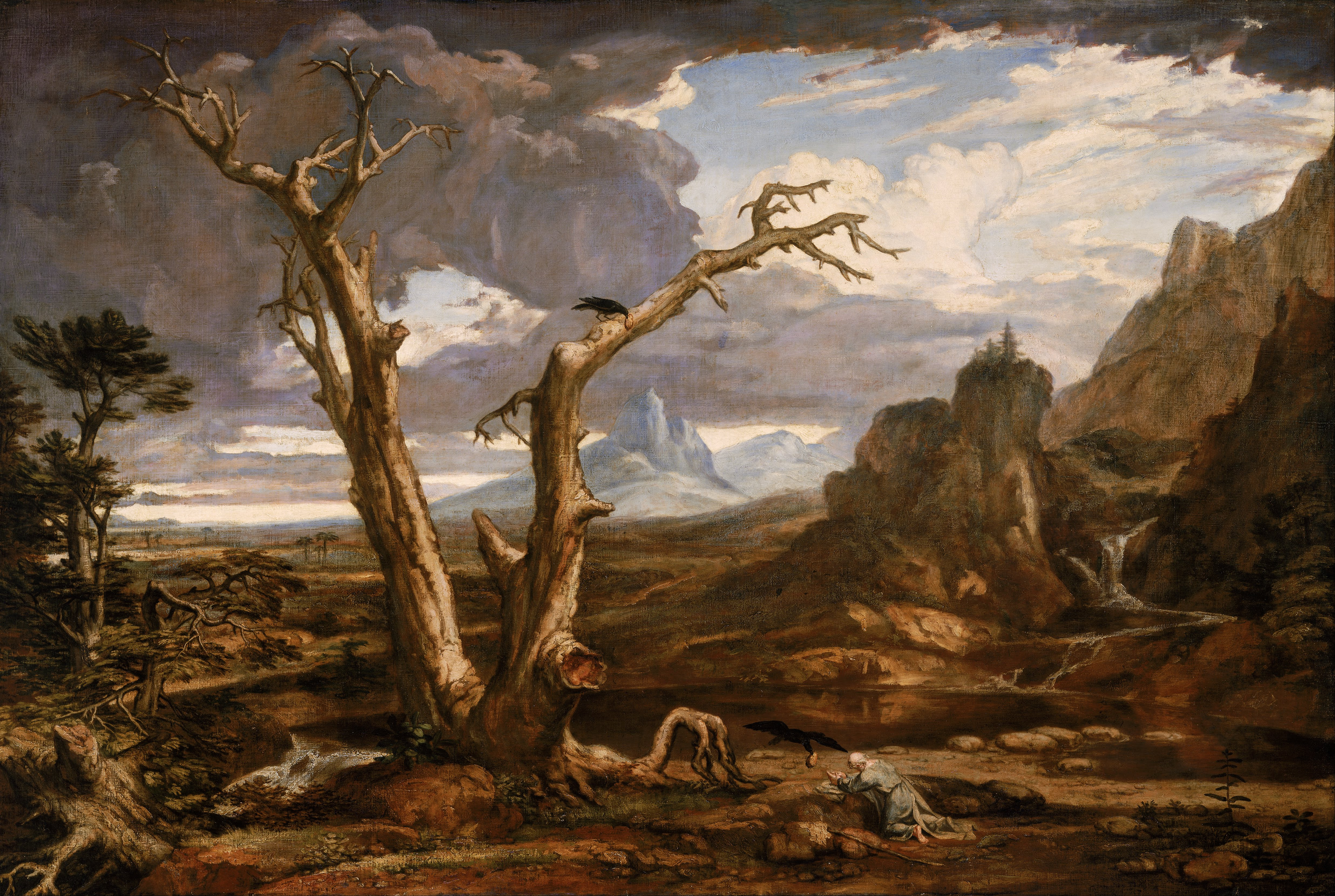
Elias no deserto, de Washington Allston.

Nenhum contexto acerca da pessoa de Elias é dado nos textos bíblicos. Seu nome, em hebraico, significa "Meu Deus é Javé", e pode ser um título aplicado a ele devido ao seu questionamento ao culto de Baal.
O desafio feito por Elias, característico de seu comportamento em outros episódios de sua história, tal como narrada na Bíblia, é ousado e direto. Baal era o deus canaanita responsável pela chuva, pelo trovão, pelo relâmpago e pelo orvalho. Elias desafia não só Baal, para defender seu próprio Deus, Javé, mas também Jezabel, seus sacerdotes, Acabe e o povo de Israel.

#### Viúva de Sarepta
Após Elias confrontar Acabe,Deus lhe ordena que fuja de Israel,para um esconderijo ao lado do riacho de Carit, a leste do rio Jordão, onde ele é alimentado por corvos. Quando o rio seca, Deus lhe ordena que vá para uma viúva que habita a cidade de Sarepta, na Fenícia. Quando Elias a encontra e pede a ela que o alimente, ela afirma que não tem comida suficiente para manter vivos ela e o próprio filho. Elias afirma que Deus não deixará que sua reserva de farinha e azeite se esgote, afirmando: "Não temas; (...) Porque eis o que diz o Senhor, Deus de Israel: a farinha que está na panela não se acabará, e a ânfora de azeite não se esvaziará, até o dia em que o Senhor fizer chover sobre a face da terra." Ela o alimenta com tudo o que resta de sua comida, e a promessa de Elias, miraculosamente, se realiza, e a mulher recebe a bênção prometida: Deus lhe dá o "maná" dos céus ao mesmo tempo em que negava comida ao povo de sua terra prometida, que lhe fôra infiel. Algum tempo depois, o filho da viúva morre, e ela reclama, furiosa: "Vieste, pois, à minha casa para lembrar-me os meus pecados e matar o meu filho?" Movido por uma fé semelhante à de Abraão (Romanos 4:17, Hebreus 11:19), Elias ora a Deus para que ele ressuscite seu filho, demonstrando assim a veracidade e a confiabilidade da palavra de Deus. O Primeiro Livro dos Reis (17:22) relata então como Deus "ouviu a oração de Elias: a alma do menino voltou a ele, e ele recuperou a vida." Este é o primeiro exemplo de uma ressurreição relatada nas Escrituras. Esta viúva, que nem sequer era israelita, recebeu a maior bênção divina na forma da vida de seu filho - a única esperança de uma viúva numa sociedade antiga. A viúva então exclamou: "Agora vejo que és um homem de Deus e que a palavra de Deus está verdadeiramente em teus lábios", fazendo assim uma profissão de fé que nem mesmo os israelitas haviam feito.
Depois de mais de três anos de seca e fome, Deus ordena a Elias que retorne a Acab e anuncie o fim da seca, não devido a qualquer tipo de arrependimento por parte dos israelitas, mas por determinação a se revelar novamente ao seu povo. No caminho, Elias encontra Obadias, intendente de Acabe, que havia escondido cem profetas do Deus de Israel quando Acabe e Jezabel começaram a assassiná-los. Elias envia Obadias de volta a Acabe, para anunciar seu retorno a Israel.

#### Desafio a Baal

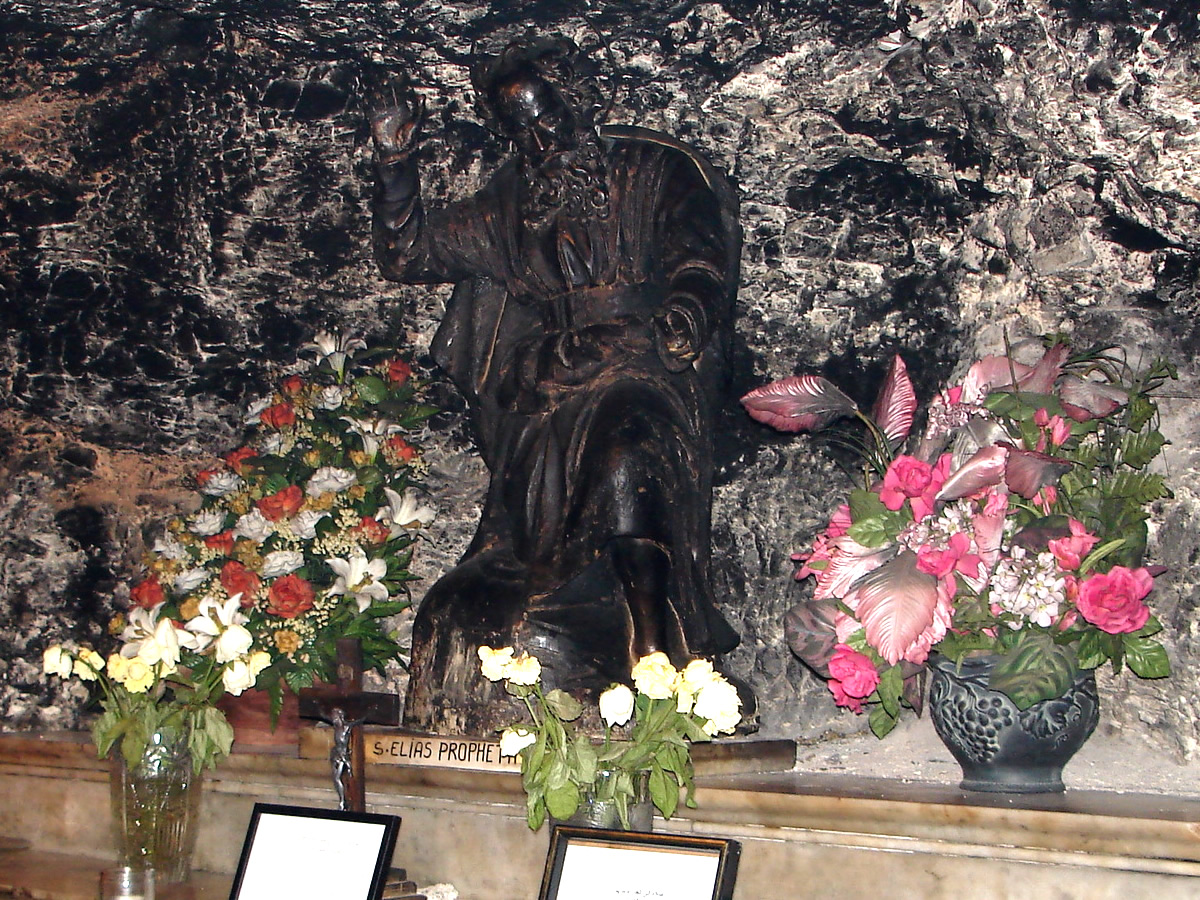
Estátua de Elias na Caverna de Elias, Monte Carmelo, Israel.

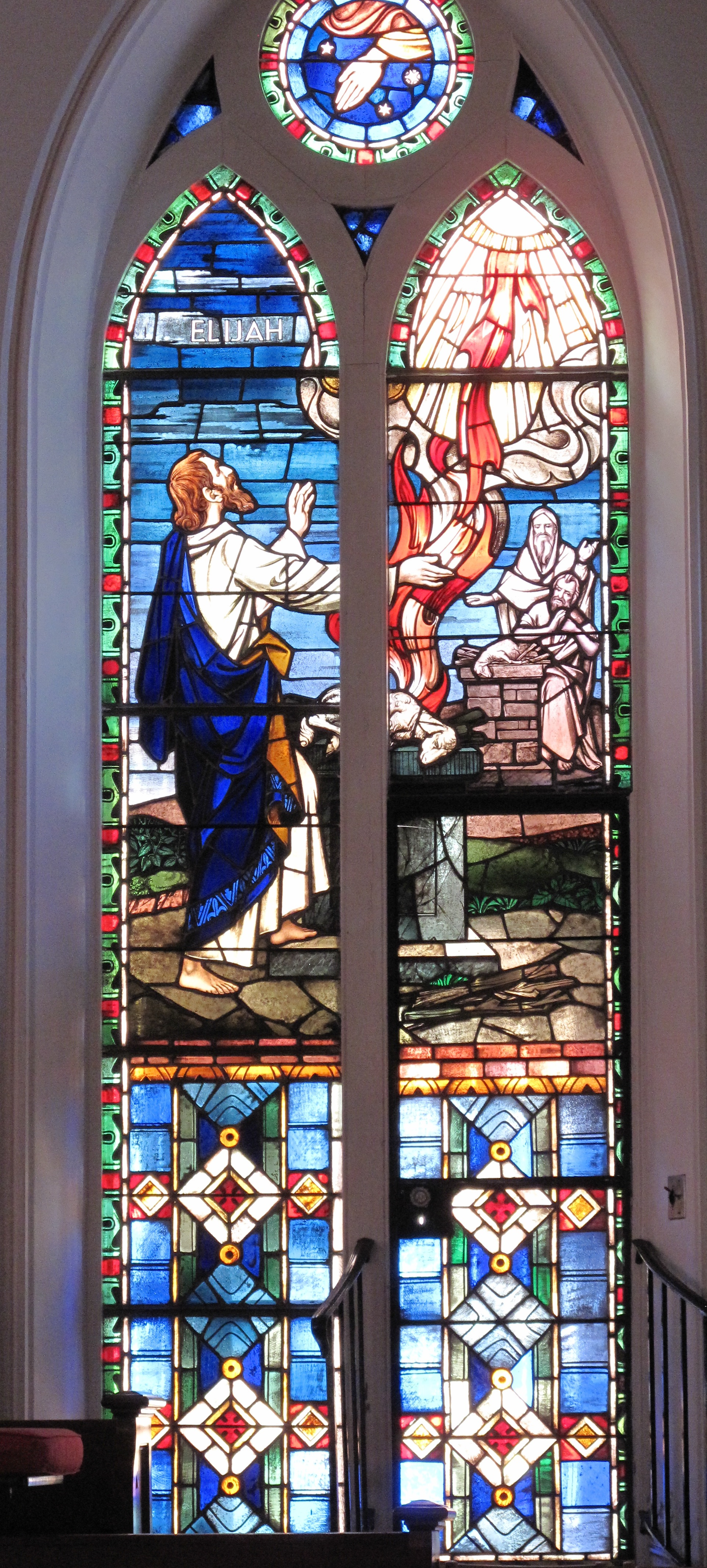
A oferenda de Elias é consumida pelo fogo dos céus num vitral da Igreja Evangélica Luterana Alemã de São Mateus em Charleston, Carolina do Sul, Estados Unidos.

Quando Acab confronta Elias, ele se refere a ele como "o perturbador de Israel". Elias responde devolvendo a acusação a Acab, afirmando que ele é que teria perturbado Israel ao permitir o culto a falsos deuses. Elias então repreende tanto o povo de Israel quanto Acab por tolerar o culto a Baal. "Até quando claudicareis dos dois pés? Se o Senhor é Deus, segui-o, mas se é Baal, segui a Baal!" (Primeiro Livro dos Reis, 18:21). "O povo nada respondeu." O termo hebraico traduzido como o verbo "claudicar" é o mesmo utilizado para "dançar" no versículo 26, utilizado para descrever a dança frenética dos profetas de Baal; Elias fala com uma ironia afiada: Israel, ao se envolver nesta ambivalência religiosa, estaria tomando parte numa "dança" religiosa fútil e selvagem.
Neste ponto Elias propõe um teste direto dos poderes de Baal e Javé. O povo de Israel, 450 profetas de Baal e 400 profetas de Aserá são convocados ao Monte Carmelo. Lá, dois altares são erguidos, um para Baal e um para Javé, sobre os quais madeira é colocada. Dois bois são sacrificados e cortados em pedaços, que são colocados sobre a madeira. Elias pede então aos sacerdotes de Baal que orem para que o fogo acenda sob o sacrifício; eles oram de manhã até o meio-dia, sem sucesso. Elias ridiculariza seus esforços, e eles respondem cortando a si mesmos e derramando seu próprio sangue sobre o sacrifício (a mutilação do próprio corpo era estritamente proibida pela lei mosaica). Os sacerdotes continuam a orar até o anoitecer, sem sucesso.
Elias ordena então que o altar de Javé seja encharcado com a água de quatro jarras grandes, derramadas por três vezes (18:33-34), ele pede a Deus que aceite o sacrifício. O fogo do Senhor desce do céu, consumindo a água, o sacrifício e as pedras do altar. Elias aproveita-se da situação e ordena a morte dos sacerdotes de Baal, e em seguida, ora com furor para que a chuva volte a cair sobre a terra - o que acontece, simbolizando o fim da fome.

#### Monte Horebe
Jezabel, enfurecida porque Elias ordenou a morte de seus sacerdotes, ameaça matá-lo (Primeiro Livro de Reis, 19:1-13). Este foi o primeiro encontro entre ambos, embora não o último. Posteriormente, Elias faria uma profecia acerca da morte de Jezabel, devido a seus pecados. Elias foge então para Bersabeia, no Reino de Judá, e de lá segue, sozinho, pelo deserto, até que finalmente se senta sob um arbusto (zimbro, segundo algumas traduções, giesta, segundo outras), onde pede a Deus que o mate. Acaba por adormecer ali, e é tocado por um anjo, que ordena a ele que acorde e coma. Ao despertar, ele encontra ao lado de si pão e uma jarra de água; após adormecer novamente, ele volta a ser acordado pelo anjo, que ordena a ele que volte a comer e beber pois tem diante de si uma longa jornada.
Elias viaja por quarenta dias e quarenta noites até o Monte Horebe, onde Moisés havia recebido os Dez Mandamentos. Elias é a única pessoa mencionada na Bíblia a retornar a Horebe depois que Moisés e sua geração haviam passado pelo lugar, muitos séculos antes. Lá, ele procura abrigo numa caverna. Deus novamente volta a falar com ele (19:9): "Que fazes aqui, Elias?" Elias não dá uma resposta direta à pergunta de Deus, mas fala de maneira evasiva, deixando a entender que o trabalho que o Senhor havia começado séculos antes não havia levado a lugar algum, e que seus próprios esforços haviam sido em vão. Ao contrário de Moisés, que tentou defender o povo israelita quando ele havia pecado com o bezerro de ouro, Elias reclama, com amargura, a respeito da impiedade dos israelitas e afirma que ele era "o único que havia ficado". Até então, Elias contava apenas com a palavra de Deus para guiá-lo, porém agora ele recebe a ordem de sair da caverna e colocar-se "na presença do Senhor". Um vento terrível passa por ele, porém Deus não estava nele. Em seguida, um grande terremoto sacode a montanha, porém Deus tampouco se revela nele. Então um fogo se acende, e novamente Deus não se revela nele. Elias ouve então o "murmúrio de uma brisa ligeira", que lhe pergunta novamente: "Que fazes aqui, Elias?" Elias novamente responde a pergunta de maneira evasiva, com o mesmo lamento, mostrando que não compreendeu a importância da revelação divina que ele havia acabado de presenciar. Deus então ordena que ele parta novamente, desta vez para Damasco, para ungir Hazael como rei da Síria, Jeú como rei de Israel, e Eliseu como seu substituto.

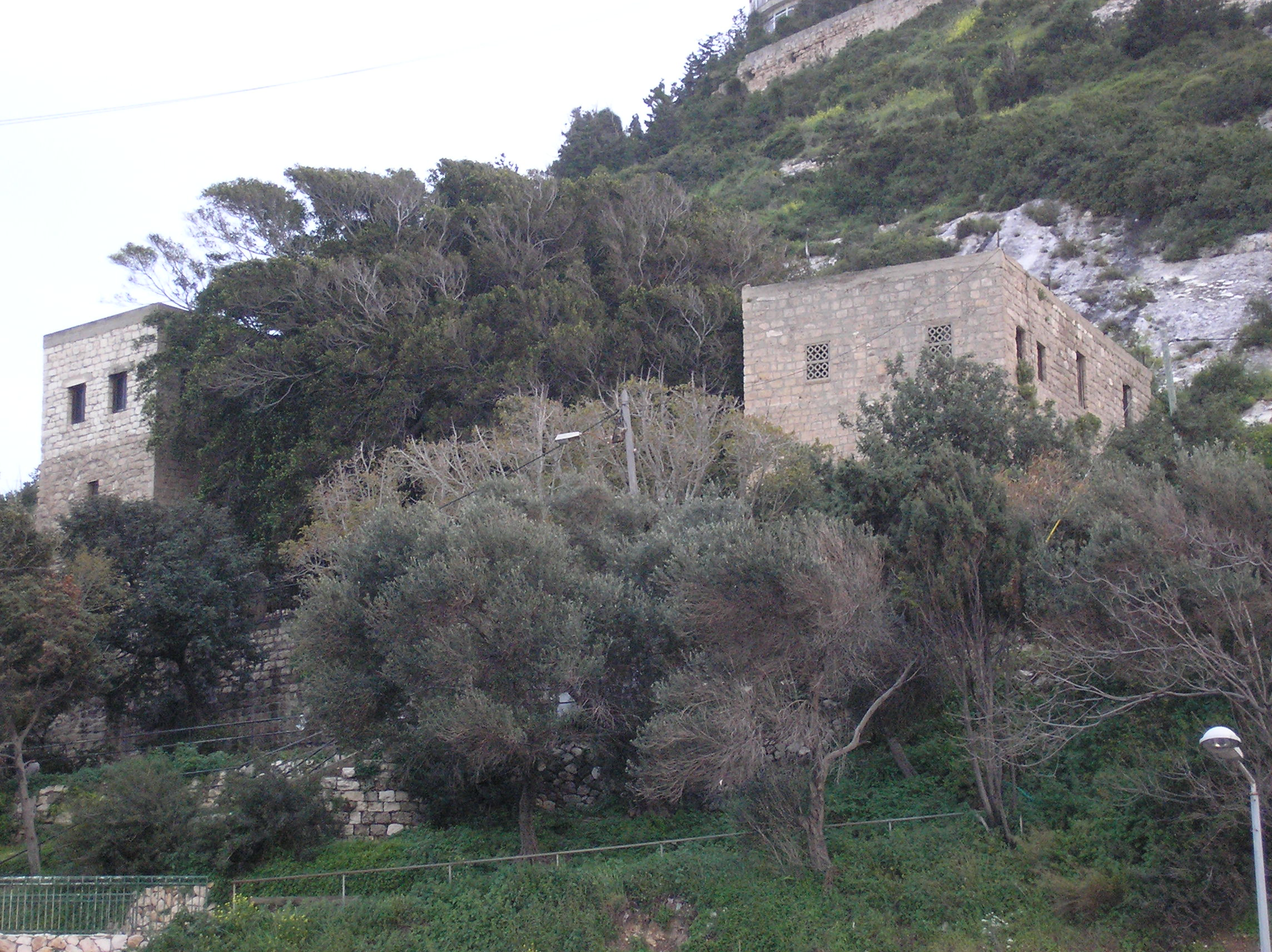
Caverna de Elias, Monte Carmelo, Israel.

#### Vinha de Nabot
Elias encontra Acab novamente no Primeiro Livro dos Reis, 21, após Acab ter adquirido uma vinha através de um assassinato. Acab desejava obter a vinha de Nabot, em Jezrael, e para isso ofereceu uma vinha melhor ou um preço justo pelo terreno; Nabot, no entanto, fala a Acab que Deus lhe ordenou que não se desfizesse do terreno. Acab aceita a resposta com irritação e mau humor, mas Jezabel desenvolve um plano para adquirir o terreno: ela envia cartas em nome de Acab aos anciões e nobres que viviam nas proximidades de Nabot, para que organizassem um banquete e o convidassem. Neste banquete, uma falsa acusação de blasfêmia e ofensas contra Acab seriam feitas contra Nabot. O plano é posto em prática, e Nabot acaba sendo apedrejado até a morte. Quando ouve a notícia de que Nabot está morto, Jezabel diz a Acab que ele já pode se apoderar da vinha.
Deus então volta a falar com Elias, e lhe ordena que confronte Acab com uma pergunta e uma profecia: "Mataste, e agora usurpas?" e "no mesmo lugar em que os cães lamberam o sangue de Nabot, lamberão também o teu." (21:19). Acab confronta então Elias, chamando-o de seu inimigo. Elias responde afirmando que ele mesmo havia se tornado inimigo de Deus por seus próprios atos, e afirmando que todo o reino rejeitaria a autoridade de Acab, que Jezabel seria devorada por cães em Jezrael, e que todos membros de sua família seriam devorados por cães, se morressem dentro de uma cidade, ou por pássaros, se morressem no campo. Ao ouvir isso, Acab se arrepende de tal maneira que rasgou suas vestes, cobriu-se com um saco e entrou em jejum; Deus então desiste de puni-lo, porém insiste em punir Jezabel e seu filho, Ocozias.

#### Ocozias

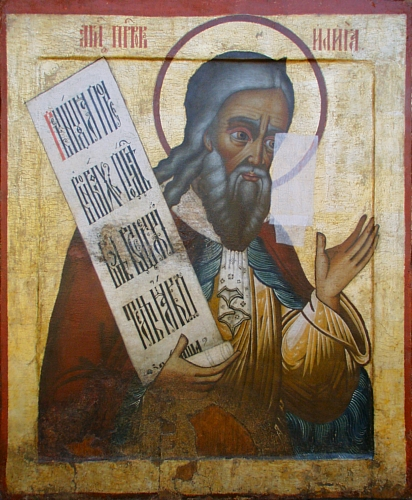
Ícone russo do profeta Elias, século XVIII (Iconóstase do mosteiro de Kiji, Carélia, Rússia).

Elias parte então para encontrar-se com Ocozias. A cena se abre com Ocozias recuperando-se de um ferimento grave que teve depois de uma queda de sua janela, tendo enviado emissários aos sacerdotes de Baal-Zebub, em Acaron, fora do reino de Israel, para saber se poderia se recuperar. Elias intercepta os emissários e os envia de volta a Ocozias com uma mensagem. Como é de seu costume, sua mensagem se inicia com uma pergunta direta e impertinente: "Não há porventura um Deus em Israel, para irdes consultar Baal-Zebub, deus de Acaron?" (Segundo Livro de Reis, 1:3) Ocozias pede aos emissários que descrevam a pessoa que lhes deu esta mensagem; eles afirmam que ele trajava um casaco felpudo com um cinto de couro, e ele instantaneamente o reconhece como Elias, o tesbita.
Ocozias envia então três grupos de cinquenta soldados para prender Elias. Os dois primeiros são destruídos por chamas que Elias faz descer dos céus. O líder do terceiro grupo então implora por misericórdia para si próprio e seus homens; Elias concorda e pede que eles o acompanhem até Ocozias, onde ele faz pessoalmente a profecia que havia mencionado a Acab.

#### Arrebatamento
Elias, juntamente com Eliseu, se aproxima do rio Jordão. Lá, ele dobrou seu manto e golpeou a água (2:8); imediatamente a água se dividiu, permitindo que Elias e Eliseu caminhassem em meio a ela. Repentinamente surgiu uma carruagem de fogo, acompanhado por cavalos igualmente em chamas, levantando Elias sobre um turbilhão. Enquanto ele era erguido, seu manto caiu sobre solo, e de onde foi prontamente apanhado por Eliseu.

### Menção final: Segundo Livro de Crônicas

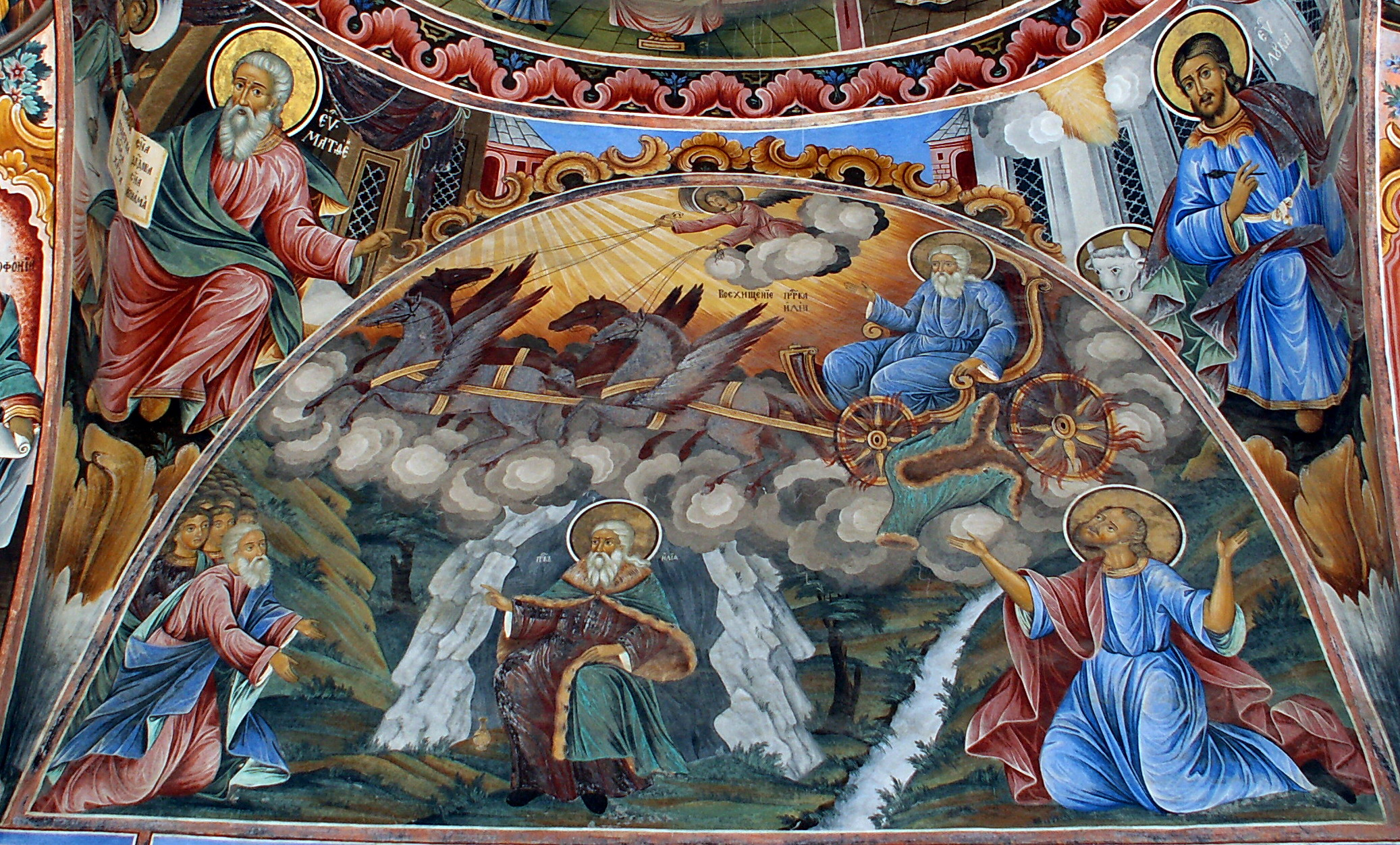
Santo Elias na caverna e sobre uma carruagem de fogo. Afresco do Mosteiro de Rila, Bulgária, tradição ortodoxa medieval, restauração do século XX.

Elias é mencionado mais uma vez no Segundo Livro de Crônicas (21), sua última menção na Bíblia hebraica. Uma carta é enviada com seu nome para Jorão de Judá, mencionando que ele havia induzido o povo de Judá à idolatria da mesma maneira que Acab havia feito com o povo de Israel; a mensagem termina profetizando para ele, por este motivo, uma morte dolorosa ("uma enfermidade que fará sair de teu corpo as entranhas durante longos dias"). Esta carta é um enigma até hoje aos leitores da Bíblia por diversos motivos: primeiro, ela foi destinada a um rei do reino meridional de Judá, enquanto Elias costumava se preocupar unicamente com o reino setentrional de Israel; em segundo lugar, ela se inicia com: "Eis o que diz o Senhor (YHVH), Deus de Davi, teu pai", no lugar de "...em nome do Senhor (YHVH), Deus de Israel", mais comum. A mensagem também parece vir após a ascensão de Elias. Diversos autores especularam sobre os possíveis motivos para esta carta, entre eles o de que ela poderia ser um exemplo de um nome de um profeta menos conhecido sendo substituído posteriormente pelo nome de outro mais conhecido. Já outros, como John Van Seters, da Universidade da Carolina do Norte, no entanto, rejeitam pura e simplesmente a carta como tendo qualquer tipo de ligação com a tradição de Elias. Michael Wilcock, no entanto, do Trinity College, de Bristol, argumentou que a carta de Elias estaria se referindo a uma situação muito peculiar ao reino do norte e que estaria ocorrendo no reino do sul, e que, por este motivo, seria autêntica.

### O fim cristão de Elias no Livro de Malaquias
Enquanto a menção final de Elias na Bíblia hebraica ocorre no Livro de Crônicas, a inversão na ordem dos livros feita na Bíblia cristã, visando colocar o Livro de Malaquias, que profetiza a vinda de um Messias, imediatamente antes dos Evangelhos cristãos, significa que a aparição final de Elias no "Antigo Testamento" ocorre justamente no Livro de Malaquias, onde se pode ler: "Vou mandar-vos o profeta Elias, antes que venha o grande e temível dia do Senhor." Este dia é descrito como uma fornalha, no qual "...nada ficará: nem raiz, nem ramos" (4:1). No judaísmo, tradicionalmente, isto é interpretado como indicando que o retorno de Elias antecederá a chegada do Messias, enquanto no cristianismo a tradição dita que o ministério de João Batista teria cumprido essa profecia. Além disso, estes versos são vistos como a representação de que Elias teria um papel no fim dos tempos, imediatamente após a segunda vinda de Jesus.

### Análise textual
De acordo com pelo menos um estudioso recente, as histórias de Elias teriam sido adicionados à História Deuteronomística em quatro etapas. A primeira data da edição final da História, por volta de 560 a.C., quando as três histórias (a vinha de Nabot, a morte de Ocozias e a história do golpe de Jeú) foram incluídas no texto para representar os temas da confiabilidade da palavra de Deus, o ciclo do culto de Baal e a reforma religiosa ocorrida na história do reino setentrional. As narrativas a respeito das guerras que envolveram o rei Omri teriam sido acrescentadas pouco tempo depois, para ilustrar um tema recém-introduzido, o de que a atitude do rei com relação às palavras dos profetas determinaria o destino de Israel. Os capítulos 17 e 18 do Primeiro Livro dos Reis teriam sido adicionados no período pós-exílico (após 538 a.C.) para demonstrar a possibilidade de uma vida nova, em comunhão com Deus, após o dia do julgamento. No século V a.C., os versículos de 1 a 18 do capítulo 19 do Primeiro Livro dos Reis, bem como o restante das histórias que envolvem Eliseu, teriam sido inseridas para dar à profecia um alicerce legítimo na história de Israel.